# Kesao Takamizawa
Kesao Takamizawa (高見沢今朝雄; 1952) è un astronomo giapponese.
Kesao Takamizawa è uno dei più famosi astrofili giapponesi; compie le sue osservazioni dal Saku observatory situato a Sakuho, nella prefettura di Nagano. Scrive articoli astronomici di livello professionale. Ha compilato un catalogo di stelle variabili da lui scoperte ed effettuate numerose scoperte, le principali delle quali sono la scoperta o coscoperta di quattro comete, due nove e due supernove. Fa parte della Variable Star Observers League in Japan (VSOLJ) a cui contribuisce sotto la sigla Tmz .

## Scoperte
Principali scoperte di Takamizawa in ordine cronologico di scoperta:
| Anno della scoperta | Tipo di oggetto                        | Designazione o denominazione        | Fonti                             | Coscopritori                   |
| ------------------- | -------------------------------------- | ----------------------------------- | --------------------------------- | ------------------------------ |
| 1984                | cometa                                 | 98P/Takamizawa                      | [ 2 ]                             | -                              |
| 1987                | cometa                                 | C/1987 B1 Nishikawa-Takamizawa-Tago | [ 3 ]                             | Noboru Nishikawa, Akihiko Tago |
| 1994                | cometa                                 | C/1994 G1 Takamizawa-Levy           | [ 4 ]                             | David H. Levy                  |
| 1994                | cometa                                 | C/1994 J2 Takamizawa                | [ 5 ]                             | -                              |
| 1995                | nova                                   | V1425 Aql                           | [ 6 ]                             | -                              |
| 1996                | supernova                              | 1996X                               | [ 7 ] [ 8 ]                       | Robert Owen Evans              |
| 1997                | Nova nana (variabile SU Ursae Majoris) | IY UMa (TmzV85)                     | [ 9 ] [ 10 ] [ 11 ] [ 12 ] [ 13 ] | -                              |
| 1998                | nova ricorrente                        | V2487 Oph                           | [ 14 ]                            | -                              |
| 1999                | supernova                              | 1999gh                              | [ 7 ] [ 15 ]                      | -                              |

Oltre a questi oggetti nel 2000 ha coscoperto con Minoru Yamamoto il secondo outburst della nova ricorrente CI Aql .
Ha inoltre scoperto altre numerose stelle variabili tra le quali la supergigante gialla TmzV429 (GSC 6554.559), la TmzV868.
È stato uno dei scopritori indipendenti della cometa C/1988 P1 Machholz .

## Riconoscimenti
Gli è stato dedicato l'asteroide 8720 Takamizawa.